# Culex
Genre
Culex  définit un genre de moustiques (insecte diptère) dont diverses espèces sont vectrices de pathogènes importants, tels que le virus de la fièvre du Nil occidental (virus du Nil occidental), de l'encéphalite de Saint-Louis, de l'encéphalite japonaise (Cx. tritaeniorhynchus.), de l'encéphalite de la Murray Valley (MVEV) (Cx. annulirostris) et le paludisme aviaire (Culex pipiens) ou de W. bancrofti  à l'origine de la filariose (Cx quinquefasciatus).

## Morphologie
Les soies postspiraculaires sont absentes. Les griffes des femelles sont simples. L'abdomen de la femelle a son apex obtus.
Les pulvilli sont présents à l'extrémité des pattes, ce qui est caractéristique du genre Culex. Les palpes du mâle sont souvent grêles et tournés vers le haut.

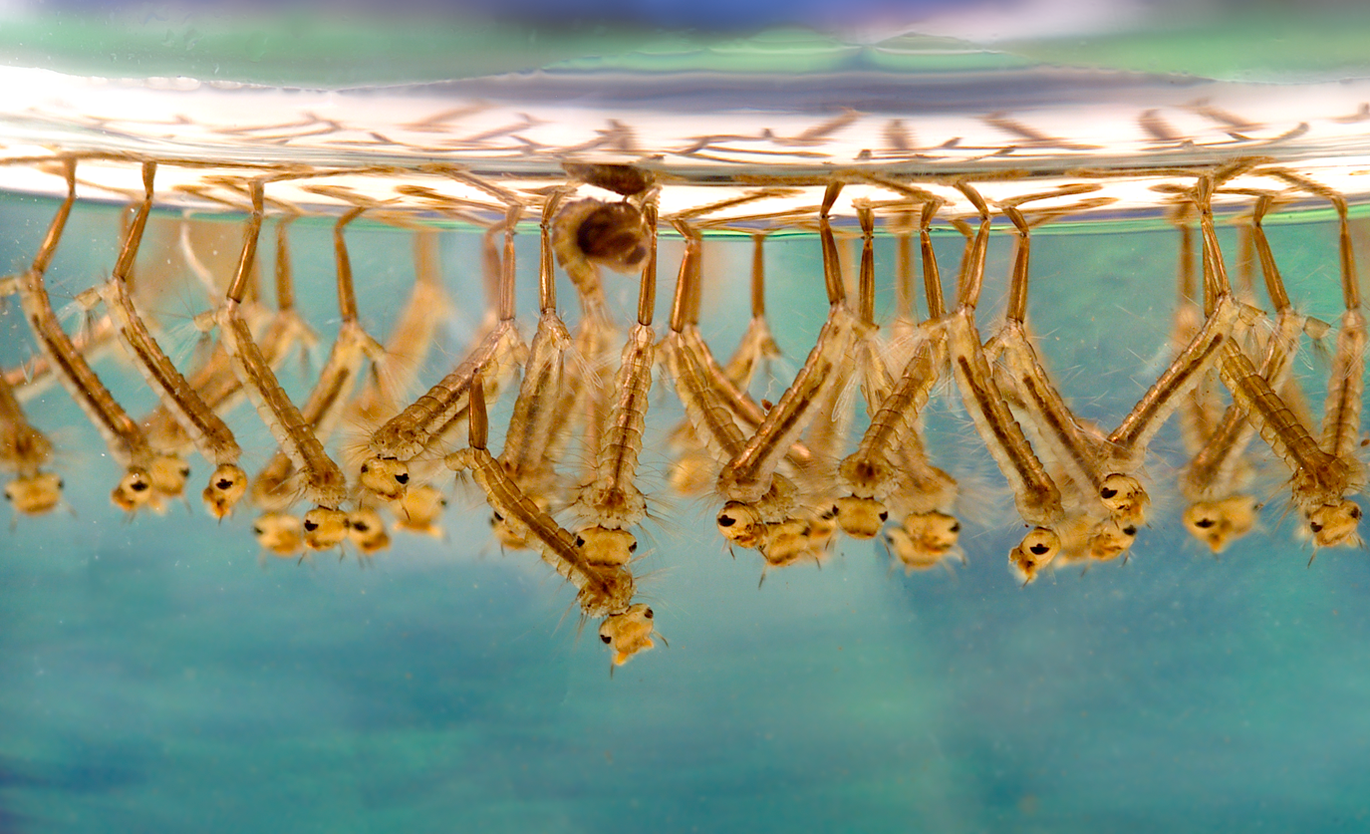
Larves de Culex et une nymphe respirant à la surface de l'eau.

## Cycle de vie
Le cycle de développement prend deux semaines.
Les œufs sont pondus en groupe (« nacelles »), dans tous les types d'eaux, souvent riches en matière organique.

## Liste des sous-genres et espèces
Il existe plusieurs espèces très voisines morphologiquement mais différentiables par la morphologie de leurs pièces génitales.
Sous-genres
- Acalleomyia
- Acallyntrum
- Aedinus
- Afroculex
- Allimanta
- Anoedioporpa
- Barraudius
- Belkinomyia
- Carrollia
- Culex
- Culiciomyia
- Eumelanomyia
- Kitzmilleria
- Lasiosiphon
- Lophoceraomyia
- Maillotia
- Melanoconion
- Micraedes
- Microculex
- Neoculex
- Nicaromyia
- Oculeomyia
- Phenacomyia
- Sirivanakarnius
- Tinolestes

- Sous-genre Acalleomyia
  - Culex (Acalleomyia) obscurus (Leicester 1908)

- Sous-genre Culex
  - Culex (Culex) pipiens Linnaeus, 1758
  - Culex (Culex) quinquefasciatus Say, 1823
  - Culex (Culex) pinaresis González-Broche, 2013

- Sous-genre Eumelanomyia

- - Culex (Eumelanomyia) laplantei
  - Culex abominator Dyar and Knab, 1909
  - Culex anips Dyar, 1916
  - Culex apicalis Adams, 1903
  - Culex arizonensis Bohart, 1949
  - Culex atratus Theobald, 1901
  - Culex bahamensis Dyar and Knab, 1906
  - Culex chidesteri Dyar, 1921
  - Culex conservator Dyar and Knab, 1906
  - Culex conspirator Dyar and Knab, 1906
  - Culex corniger Theobald, 1903
  - Culex coronator Dyar and Knab, 1906
  - Culex declarator Dyar and Knab, 1906
  - Culex decorator Dyar and Knab, 1906
  - Culex erraticus (Dyar and Knab, 1906)
  - Culex erythrothorax Dyar, 1907
  - Culex idottus Dyar, 1920
  - Culex inflictus Theobald, 1901
  - Culex inimitabilis Dyar and Knab, 1906
  - Culex interrogator Dyar and Knab, 1906
  - Culex iolambdis Dyar, 1918
  - Culex lucifugus Komp, 1936
  - Culex mollis Dyar and Knab, 1906
  - Culex mulrennani Basham, 1948
  - Culex nigripalpus Theobald, 1901
  - Culex peccator Dyar and Knab, 1909
  - Culex peus Speiser, 1904
  - Culex pilosus (Dyar and Knab, 1906)
  - Culex pleuristriatus Theobald, 1903
  - Culex reevesi Wirth, 1948
  - Culex restuans Theobald, 1901
  - Culex salinarius Coquillett, 1904
  - Culex similis Theobald
  - Culex taeniopus Dyar and Knab, 1907
  - Culex tarsalis Coquillett, 1896
  - Culex territans Walker, 1856
  - Culex thriambus Dyar, 1921
  - Culex toweri Dyar & Knab

- Sous-genre Neoculex

- - Culex (Neoculex) acrostichalis
  - Culex (Neoculex) adami
  - Culex (Neoculex) adersianus
  - Culex (Neoculex) albiventris
  - Culex (Neoculex) andreanus
  - Culex boharti Brookman and Reeves, 1950
  - Culex (Neoculex) calabarensis
  - Culex (Neoculex) galliardi
  - Culex (Neoculex) horridus
  - Culex (Neoculex) insignis
  - Culex (Neoculex) kingianus
  - Culex (Neoculex) lineatus (ex pulchrithorax)
  - Culex (Neoculex) rima
  - Culex (Neoculex) rubinotus
  - Culex (Neoculex) salisburiensis
  - Culex (Neoculex) subsalisburiensis
  - Culex (Neoculex) seyrigi
  - Culex (Neoculex) wigglesworthi